# Grup Agbar
El Grup Agbar, antigament Societat General d'Aigües de Barcelona (SGAB), és una empresa catalana de serveis públics que des del 2022, forma part de Veolia. Actualment, gestiona serveis de tractament i subministrament d'aigua a l'àrea metropolitana de Barcelona (a través de la seva filial Aigües de Barcelona), Espanya i Amèrica Llatina, operant a Xile a través de la seva filial Aguas Andinas.

## Història
La història de la companyia es remunta al 1867, quan es va constituir a la ciutat belga de Lieja la Compagnie des Eaux de Barcelonne per a abastir d'aigua els pobles propers a Barcelona, avui barris de la ciutat, a través de l'aqüeducte de Dosrius. El 1881, la companyia belga va ser adquirida per una empresa de capital francès i immediatament es va constituir a París la Société Générale des Eaux de Barcelonne. El 1887, la nova companyia va adquirir l'Empresa Concessionària d'Aigües Subterrànies del Riu Llobregat, i a partir d'aquí va anar absorbint companyies que operaven en l'àmbit de Barcelona, com la Companyia d'Aigües de Sants o la societat britànica Barcelona Besòs Waterworks Company Limited.
El 1919, la SGAB va passar a mans de capital espanyol, després de l'adquisició de la totalitat de les accions, i la seu es traslladà al passeig de Sant Joan, 39, al palau del Marquès de Santa Isabel, iniciant a més la seva cotització a la Borsa.
El 1975, la Companyia Industrial del Llobregat (creada el 1871 i que esdevingué filial de la SGAB) fou redenominada com a Corporació Agbar, que incloïa, a més dels serveis de proveïment d'aigua, els del sanejament i la construcció. El 1992, la SGAB absorbí Corporació Agbar i altres filials i donà lloc al Grup Agbar, que diversificà les seves activitats en els sectors de l'assistència sanitària, la inspecció tècnica de vehicles i la recaptació d'impostos. El 1997 aconseguí l'adjudicació de la gestió de l'Hospital d'Alzira, experiència pionera a l'Estat espanyol. A partir de la segona meitat de la dècada del 1990, les privatitzacions a l'Amèrica Llatina van fer que el negoci de l'àrea potable s'expandís en concessions a Cuba, Colòmbia, Uruguai, Xile i Argentina.
El 2004 va ser inaugurat el Museu Agbar de les Aigües a l'antiga central de bombeig de Cornellà de Llobregat, un projecte de la Fundació Agbar (1998). El 2005 es va inaugurar la seva nova seu social, la Torre Agbar, i el juliol del 2009, va integrar a la seva xarxa la dessalinitzadora del Prat, capaç de satisfer fins al 25 % del consum diari d'aigua de l'àrea metropolitana de Barcelona. El 2008, Agbar va deixar de cotitzar a la borsa espanyola i a l'Ibex 35, després de l'oferta pública d'adquisició conjunta del grup francès Suez Environnement (que posseïa el 56 %) i Criteria CaixaHolding, el grup d'inversió de CaixaBank i antic accionista majoritari (amb el 44 %) restant.
El 2010, Agbar va passar a ser una filial d'HISUSA (Holding de Infraestructuras y Servicios Urbanos, SA), on Suez Environnement tenia el 75,74 % i Criteria CaixaHolding el 24,26 %. Durant la transacció, Agbar es va desprendre de les seves accions a Adeslas. El 2014, Suez Environnement (rebatejada el 2015 com a Suez) va adquirir el 100% d'Agbar, després de signar un acord amb Criteria Caixa per a la venda del seu 24,26 %, a canvi d'una participació del 4,1 % en el capital del grup francès. Agbar es va convertir així en una de les filials de Suez Espanya per a la gestió integral del cicle de l'aigua.
El 2012, i per tal de legalitzar la manca d'un títol de concessió de subministrament d'aigua a 23 municipis de la regió de Barcelona, es va constituir una empresa mixta de majoria privada amb el nom Aigües de Barcelona Empresa Metropolitana del Cicle Integral de l'Aigua (ABEMCIA), on el Grup Agbar controlava el 85% i l'Àrea Metropolitana de Barcelona (AMB) un 15%, ampliant l'àrea servida a 36 municipis. El 2014, la Caixa, a través de Criteria CaixaHolding, va adquirir-ne un 15% al Grup Agbar per uns 50 milions d'euros.
El 2016, el Tribunal Superior de Justícia de Catalunya anul·là la concessió, adduint que s'havia d'haver sotmès a concurs públic. Al mateix temps, el nou equip de govern de l'Ajuntament de Barcelona intentà municipalitzar el servei, però davant dels recursos contenciosos administratius presentats, el novembre del 2019 el Tribunal Suprem revocà la sentència del TSJC i confirmà el model de societat mixta implantat el 2012.
El 2017, enmig del procés independentista català i de la convocatòria del referèndum de l'1-O, Agbar va traslladar la seva seu social a Madrid, però hi va retornar el setembre del 2018.

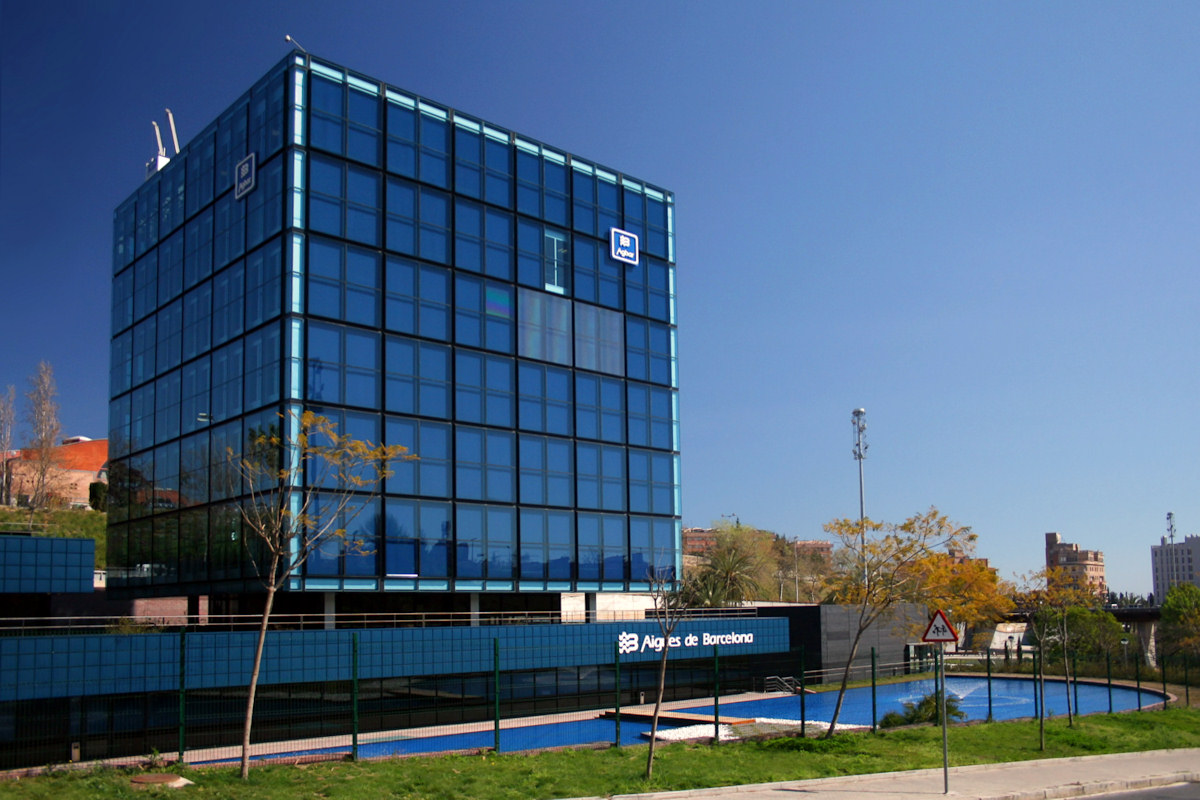
Seu corporativa d'Aigües de Barcelona

A principis del 2022, el Grup Veolia, actiu en la gestió d'aigua i residus i els serveis energètics, va llançar una oferta pública d'adquisició sobre Suez, prenent el control del 86,22% del capital, un percentatge que s'incrementaria fins al 95,95% després del tancament de la seva oferta complementària per a adquirir les accions que no havien participat a l'OPA inicial.